# Thüringer Landtag (Weimarer Republik)

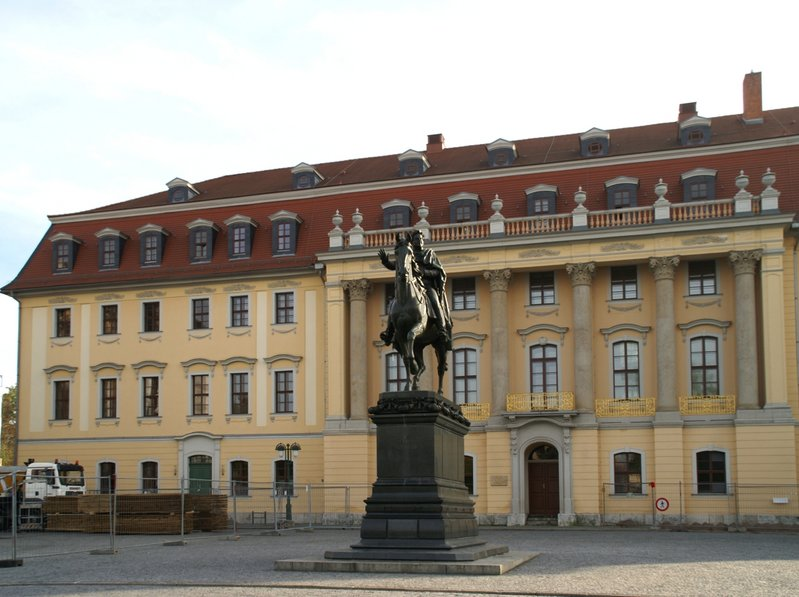
Ehemaliges Landtagsgebäude in Weimar

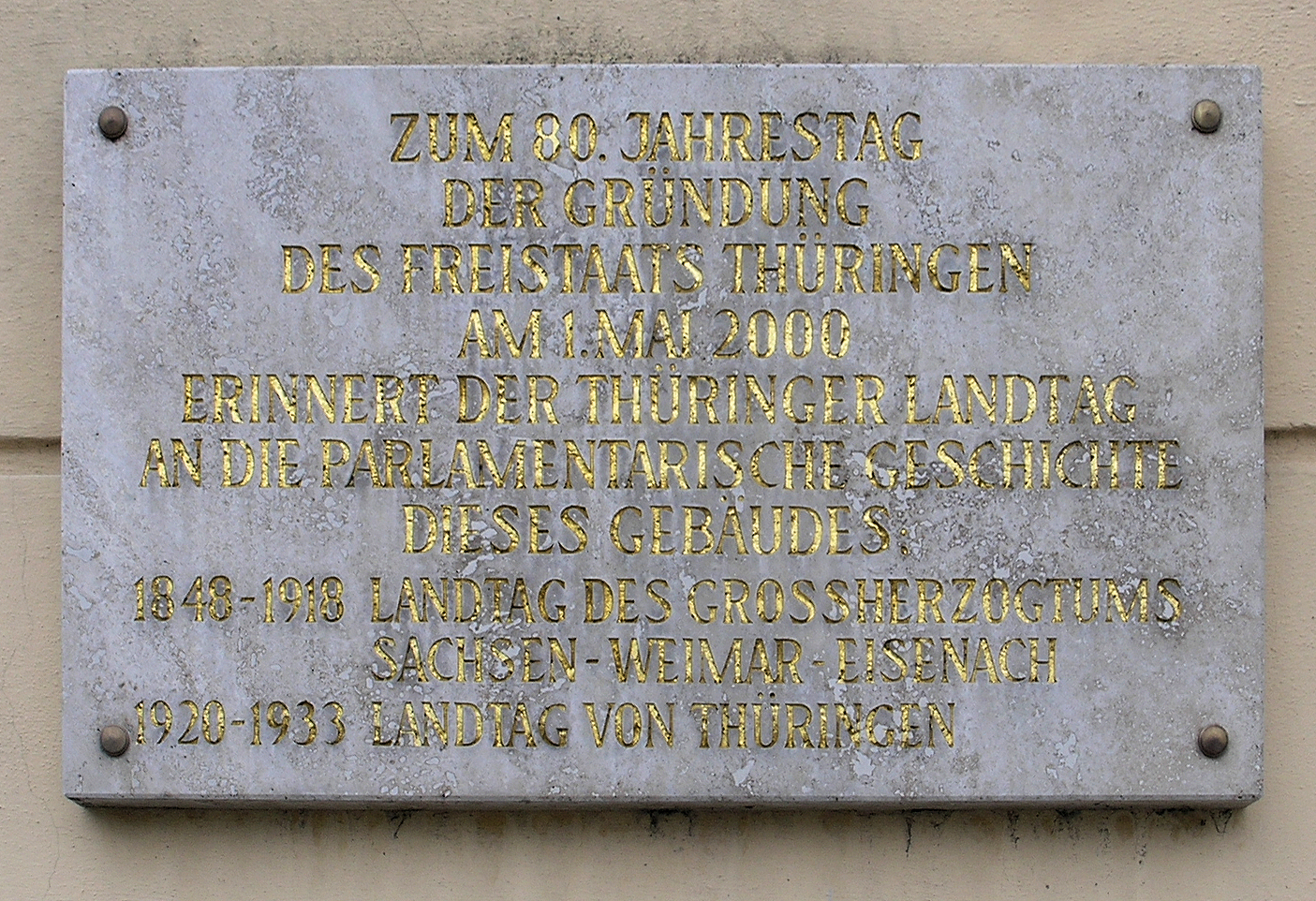
Gedenktafel am Haus Platz der Demokratie, in Weimar

Der Thüringer Landtag in der Weimarer Republik war von 1920 bis 1933 das Landesparlament des Landes Thüringen.

## Rechtsgrundlage und Aufbau
Gemäß dem 2. Abschnitt der Verfassung des Landes Thüringen von 11. März 1921 bestand der Landtag aus einer variablen Zahl von Abgeordneten (je einer für 12.000 Stimmen der jeweiligen Partei), die nach dem Grundsatz der Verhältniswahl für eine Dauer der Wahlperiode von drei Jahren gewählt wurden. Das Mindestalter für das aktive und passive Wahlrecht war 21 Jahre.
Aufgaben des Landtags waren die Gesetzgebung, Wahl (und Abwahl) der Minister der Landesregierung (der Vorsitzende der Regierung wurde aus der Mitte der Landesregierung durch die Regierung selbst gewählt), die Überwachung der Staatsführung und Verwaltung, die Wahrnehmung des Budgetrechtes sowie gegebenenfalls der Ministeranklage.
Rechtsgrundlage für die Wahl des Landtags war das Landeswahlgesetz vom 11. März 1921.

## Destruktion
Aufgrund der Reichstagsbrandverordnung vom 28. Februar 1933 wurde als Reaktion auf den Reichstagsbrand die Thüringer KPD-Landtagsfraktion aufgelöst sowie deren Fraktionsräume im Weimarer Fürstenhaus polizeilich durchsucht und versiegelt. Alle zehn demokratisch gewählten kommunistischen Landtagsabgeordneten wurden in „Schutzhaft“ genommen und in Amtsgerichtsgefängnissen bzw. im KZ Nohra interniert. Mit dem Gesetz über den Neuaufbau des Reichs vom 30. Januar 1934 wurde das Landesparlament aufgelöst.

## Nach 1945
Nach dem Zweiten Weltkrieg wurden die Länder wiedererrichtet. Der Thüringer Landtag der Sowjetischen Besatzungszone wurde damit Nachfolger des Thüringer Landtags der Weimarer Republik. Er bestand bis zur Auflösung der Länder durch die Verwaltungsreform von 1952 in der DDR.  
Nach der Wiedervereinigung wurde das Land Thüringen erneut wiedererrichtet. Der Thüringer Landtag ist heute das Landesparlament.

## Landtagspräsidenten
- 1920–1921 Arthur Drechsler, USPD
- 1921–1923 Hermann Leber, SPD
- 1924–1927 Erich Wernick, ThLB
- 1927–1929 Hermann Leber, SPD
- 1930–1932 Ernst von Thümmel, CNBLVP (ThLB)
- 1932–1932 Willy Marschler, NSDAP
- 1932–1933 Fritz Hille, NSDAP

## Landtagswahlen
Zwischen 1920 und 1933 fanden sechs Landtagswahlen im deutschen Bundesstaat Thüringen statt. Die Legislaturperiode dauerte drei Jahre. Sitz des Landtags war in Weimar.
Wie für die Zeit der Weimarer Republik üblich hielt eine Koalitionsregierung nicht immer bis zum Ende der dreijährigen Legislaturperiode durch. Es kam dann oft zu vorzeitigen Neuwahlen.

### Wahl zum ersten Thüringer Landtag
- Wahltermin: 20. Juni 1920
- Sitze im Landtag: 53 (absolute Mehrheit: 27 Sitze)
- Wahlbeteiligung: 82,4 %

| Partei | Ergebnis | Sitze im Landtag |
| ------ | -------- | ---------------- |
| USPD   | 27,87 %  | 15               |
| SPD    | 20,35 %  | 11               |
| ThLB   | 20,61 %  | 11               |
| DVP    | 15,77 %  | 8                |
| DDP    | 7,30 %   | 4                |
| DNVP   | 6,87 %   | 4                |

- Landesregierung: Koalition aus SPD und DDP (Minderheitsregierung unter Tolerierung der USPD)
- Leitender Staatsminister: Arnold Paulssen (DDP)
- Liste der Mitglieder des Landtages (Land Thüringen) (1. Wahlperiode)

### Wahl zum zweiten Thüringer Landtag
- Wahltermin: 11. September 1921
- Sitze im Landtag: 54 (absolute Mehrheit: 28 Sitze)
- Wahlbeteiligung: 72,45 %

| Partei | Ergebnis | Sitze im Landtag |
| ------ | -------- | ---------------- |
| SPD    | 22,84 %  | 13               |
| ThLB   | 18,94 %  | 10               |
| USPD   | 16,40 %  | 9                |
| DVP    | 16,15 %  | 9                |
| KPD    | 10,89 %  | 6                |
| DNVP   | 7,49 %   | 4                |
| DDP    | 5,58 %   | 3                |

- Landesregierung: Zunächst ab 7. Oktober 1921 Koalition aus SPD und USPD unter Duldung durch die KPD. Vom 16. Oktober bis 12. November 1923 Koalition aus SPD und KPD. Als zweite rot-rote Landesregierung löste diese eine weitere politische Krise der Weimarer Republik aus; am 6. November rückte das Militär in Thüringen ein und verhängte die Reichsexekution, worauf die Landesregierung zerfiel; es gab jedoch keine Neuwahlen.
- Leitender Staatsminister: August Frölich (SPD)
- Liste der Mitglieder des Landtages (Land Thüringen) (2. Wahlperiode)

### Wahl zum dritten Thüringer Landtag
- Wahltermin: 10. Februar 1924
- Sitze im Landtag: 72 (absolute Mehrheit: 37 Sitze)
- Wahlbeteiligung: 89,40 %

| Partei                                                   | Ergebnis | Sitze im Landtag |
| -------------------------------------------------------- | -------- | ---------------- |
| „Thüringer Ordnungsbund“ (Thür. Landbd., DDP, DVP, DNVP) | 48,02 %  | 35               |
| SPD                                                      | 23,14 %  | 17               |
| KPD                                                      | 18,44 %  | 13               |
| „Vereinigte Völkische Liste“ (DVFB)                      | 9,26 %   | 7                |

- Landesregierung: Ordnungsbundregierung, Koalition aus DVP und DNVP sowie Landbund
- Leitender Staatsminister: Richard Leutheußer (DVP)
- Liste der Mitglieder des Landtages (Land Thüringen) (3. Wahlperiode)

### Wahl zum vierten Thüringer Landtag
- Wahltermin: 30. Januar 1927
- Sitze im Landtag: 56 (absolute Mehrheit: 29 Sitze)
- Wahlbeteiligung: 78,29 %

| Partei                               | Ergebnis | Sitze im Landtag |
| ------------------------------------ | -------- | ---------------- |
| Einheitsliste aus DVP, DNVP und ThLB | 33,68 %  | 19               |
| SPD                                  | 31,62 %  | 18               |
| KPD                                  | 14,10 %  | 8                |
| WP                                   | 9,42 %   | 5                |
| NSDAP                                | 3,48 %   | 2                |
| DDP                                  | 3,34 %   | 2                |
| VRP                                  | 2,75 %   | 1                |
| DVFP                                 | 1,13 %   | 1                |

- Landesregierung: bürgerlich-demokratische Minderheitsregierung, Koalition aus Einheitsliste, WP, DDP und VRP
- Leitender Staatsminister:
 30. April 1927 bis 5. November 1928: Richard Leutheußer (DVP)
 6. November 1928 bis 22. Januar 1930: Arnold Paulssen (DDP)
- Liste der Mitglieder des Landtages (Land Thüringen) (4. Wahlperiode)

### Wahl zum fünften Thüringer Landtag
- Wahltermin: 8. Dezember 1929
- Sitze im Landtag: 53 (absolute Mehrheit: 27 Sitze)
- Wahlbeteiligung: 74,85 %

| Partei | Ergebnis | Sitze im Landtag |
| ------ | -------- | ---------------- |
| SPD    | 32,30 %  | 18               |
| ThLB   | 16,43 %  | 9                |
| NSDAP  | 11,29 %  | 6                |
| KPD    | 10,67 %  | 6                |
| WP     | 9,58 %   | 6                |
| DVP    | 8,83 %   | 5                |
| DNVP   | 3,97 %   | 2                |
| DDP    | 2,93 %   | 1                |

- Landesregierung: rechtsbürgerlich-nationalsozialistische Regierung (DVP, WP, DNVP, Landbund sowie NSDAP; Baum-Frick-Regierung) bis 22. April 1931, danach rechtsbürgerliche Minderheitsregierung
- Leitender Staatsminister: Erwin Baum (Landbund)
- Liste der Mitglieder des Landtages (Land Thüringen) (5. Wahlperiode)

### Wahl zum sechsten Thüringer Landtag
- KPD: 10
- SPD: 15
- DDP: 1
- ThLb: 6
- DVP: 1
- DNVP: 2
- NSDAP: 26

- Wahltermin: 31. Juli 1932
- Sitze im Landtag: 61 (absolute Mehrheit: 31 Sitze)
- Wahlbeteiligung: 85,12 %

| Partei | Ergebnis | Sitze im Landtag |
| ------ | -------- | ---------------- |
| NSDAP  | 42,49 %  | 26               |
| SPD    | 24,27 %  | 15               |
| KPD    | 16,13 %  | 10               |
| ThLB   | 8,35 %   | 6                |
| DNVP   | 3,18 %   | 2                |
| DDP    | 1,87 %   | 1                |
| DVP    | 1,80 %   | 1                |

- Landesregierung: NSDAP und Landbund Koalition
- Leitender Staatsminister: Fritz Sauckel (NSDAP)
- Liste der Mitglieder des Landtages (Land Thüringen) (6. Wahlperiode)

#### Reichstagswahl 1933
- KPD: 10
- SPD: 13
- KSWR: 8
- NSDAP: 29

Nach der Reichstagswahl vom 5. März 1933 wurde der 7. Landtag aufgrund des Gleichschaltungsgesetzes analog zu diesem Wahlergebnis neu gebildet.
| Landtagswahl 1933           | Landtagswahl 1933 | Landtagswahl 1933 | Landtagswahl 1933 |
| Partei                      | Stimmanteil in %  | Sitze             |                   |
| --------------------------- | ----------------- | ----------------- | ----------------- |
| NSDAP                       | 47,60 %           | 29 Sitze          |                   |
| SPD                         | 20,62 %           | 13 Sitze          |                   |
| KPD                         | 15,28 %           | 10 Sitze          |                   |
| Kampffront Schwarz-Weiß-Rot | 12,41 %           | 8 Sitze           |                   |

An 100 % fehlende Stimmen = nicht im Landtag vertretene Wahlvorschläge
- Liste der Mitglieder des Landtages (Land Thüringen) (7. Wahlperiode)

## Landtage der Vorgängerstaaten
Die Landtage der Vorgängerstaaten sind in den jeweiligen Staatsartikeln behandelt:
- Freistaat Sachsen-Weimar-Eisenach
- Freistaat Sachsen-Meiningen
- Freistaat Sachsen-Altenburg
- Freistaat Sachsen-Gotha
- Freistaat Schwarzburg-Rudolstadt
- Freistaat Schwarzburg-Sondershausen
- Volksstaat Reuß.